# رینالدو ری
رینالدو ری (انگلیسی: Reynaldo Rey; ۲۷ ژانویهٔ ۱۹۴۰ – ۲۸ مهٔ ۲۰۱۵) هنرپیشه اهل ایالات متحده آمریکا بود.
از فیلم‌ها یا برنامه‌های تلویزیونی که وی در آن نقش داشته‌است می‌توان به تا مغز استخوان مبارزه کن، جمعه اشاره کرد.